# Kína himnusza

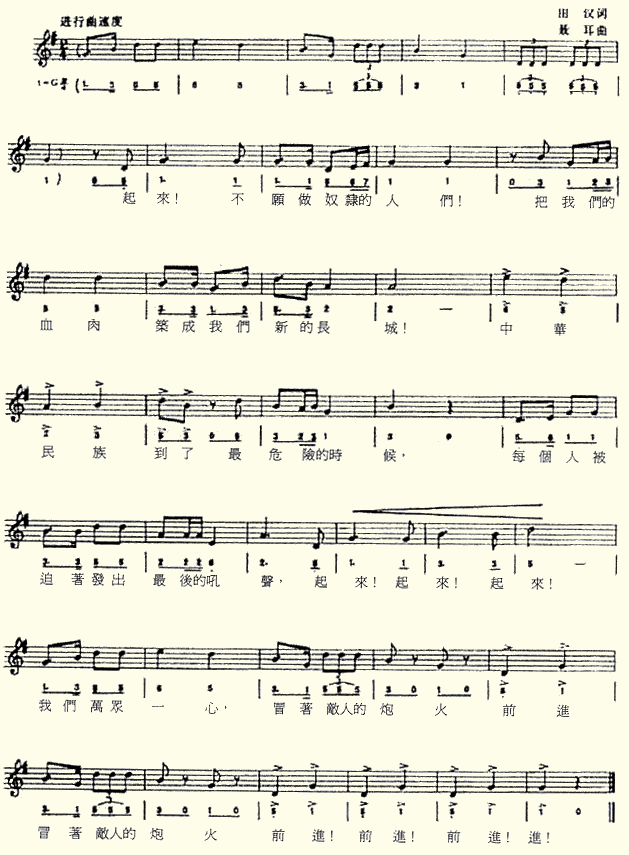
A himnusz kottája

A jelenleg hivatalos kínai himnuszt (egyszerűsített kínai: 义勇军进行曲; hagyományos kínai: 義勇軍進行曲; pinjin hangsúlyjelekkel: Yìyǒngjūn jìnxíngqǔ; magyar népszerű: Ji-jung-csün csin-hszing-csü) 1949 óta használják. Szövegét 1978 és 1982 között megváltoztatták, ezt követően ismét visszanyerte az eredeti, lent olvasható formáját.

## Története
A kínai nemzeti himnusz eredeti címe Az önkéntesek indulója. Szövegét Tian Han (hagyományos kínai: 田漢; egyszerűsített kínai: 田汉) írta 1934-ben, amelyet Nie Er (hagyományos kínai: 聶耳; egyszerűsített kínai: 聂耳; pinjin: Niè Ěr) zenésített meg 1935 januárjában. A kommunista párt azonban csak 1949-ben fogadta el nemzeti himnuszként.

## Dalszövege
A kínai himnusz egyetlen versszakból áll, időtartama közel 2 perc.
| Egyszerűsített kínai | Hagyományos kínai | Pin-jin (Pinyin) | Magyar fordítás |
| --- | --- | --- | --- |
| 起来！不愿做奴隶的人们！ 把我们的血肉，筑成我们新的长城！ 中华民族到了最危险的时候， 每个人被迫着发出最后的吼声。 起来！起来！起来！ 我们万众一心， 冒着敌人的炮火，前进！ 前进！前进！进！ | 起來！不願做奴隸的人們！ 把我們的血肉，築成我們新的長城！ 中華民族到了最危險的時候， 每個人被迫著發出最後的吼聲。 起來！起來！起來！ 我們萬眾一心， 冒著敵人的炮火，前進！ 前進！前進！進！ | Qǐlái! Búyuàn zuò núlì de rénmen! Bǎ wǒmen de xièròu, zhùchéng wǒmen xīn de chángchéng! Zhōnghuá mínzú dào liǎo zuì wēixiǎn de shíhòu. Měi ge rén bèi pòzhe fāchū zuìhòu de hǒushēng. Qǐlái! Qǐlái! Qǐlái! Wǒmen wànzhòngyìxīn, Màozhe dírén de pàohuǒ, qiánjìn! Qiánjìn! Qiánjìn! Jìn! | Felkelni! Kik nem akarnak rabszolgák lenni! Vérünkből és húsunkból építsük fel az új Nagy Falunkat! A kínai nemzet a legveszélyesebb időszakába ért, mindenkinek muszáj egy utolsót kiáltania. Felkelni! Felkelni! Felkelni! Millió szív egyként dobban, dacolva az ellenséges ágyútűzzel, előre! Dacolva az ellenséges ágyútűzzel, előre! Előre! Előre! Előre! |